# Autographa baltica
Autographa baltica är en fjärilsart som beskrevs av Adolph Speyer 1875. Autographa baltica ingår i släktet Autographa och familjen nattflyn. Inga underarter finns listade i Catalogue of Life.